# Grande Rivière de la Capesterre
Grande Rivière de la Capesterre är ett vattendrag i Guadeloupe (Frankrike). Det ligger i den södra delen av Guadeloupe, 19 km öster om huvudstaden Basse-Terre.